# Frank Clark (Politiker)

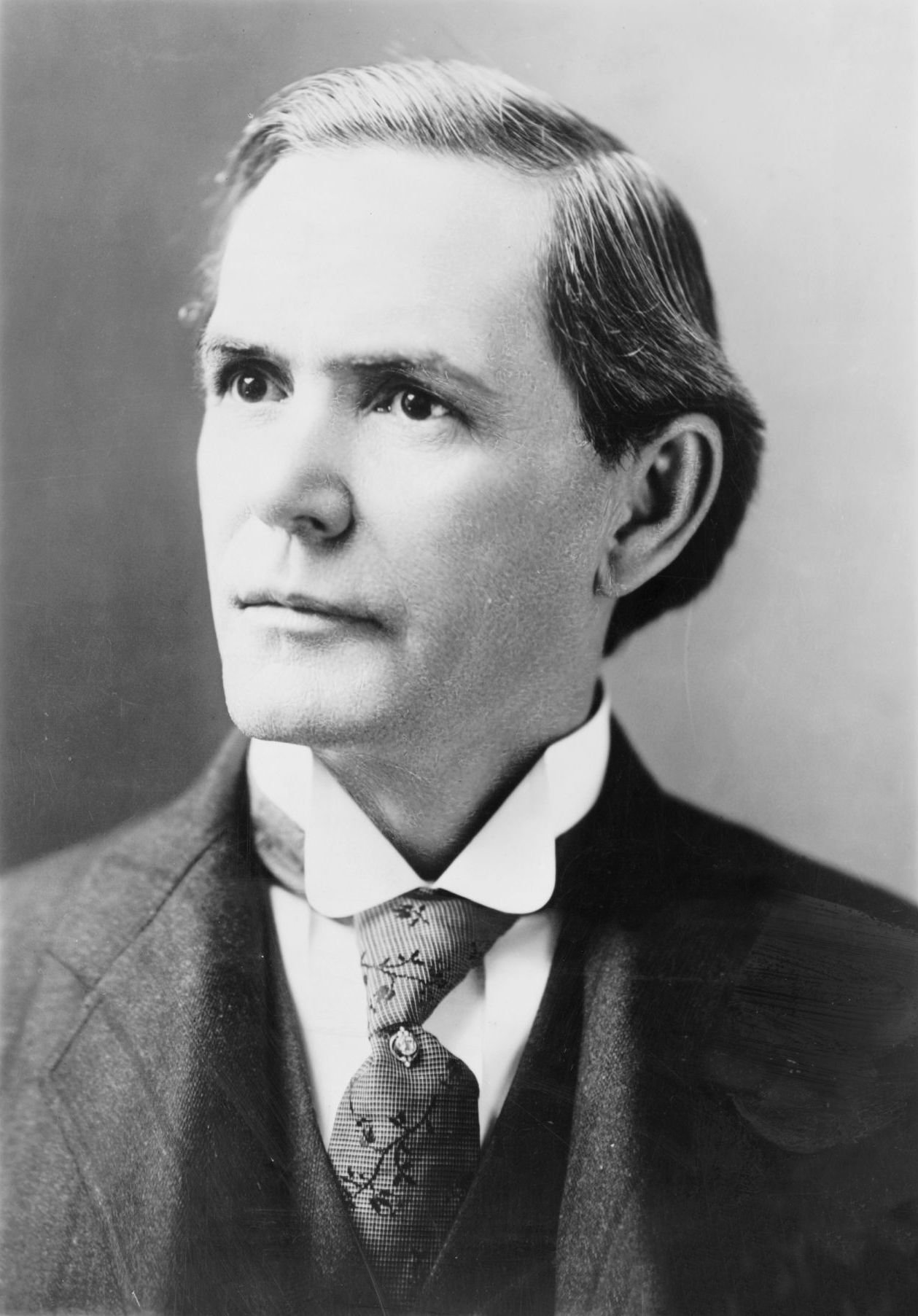
Frank Clark

Frank Clark (* 28. März 1860 in Eufaula, Alabama; † 14. April 1936 in Washington, D.C.) war ein US-amerikanischer Politiker. Zwischen 1905 und 1925 vertrat er den Bundesstaat Florida im US-Repräsentantenhaus.

## Werdegang
Frank Clark besuchte öffentliche Schulen in Alabama und Georgia. Nach einem anschließenden Jurastudium und seiner im Jahr 1881 erfolgten Zulassung als Rechtsanwalt begann er in Newnan in seinem neuen Beruf zu arbeiten. Im Jahr 1884 zog er in das Polk County in Florida. In den Jahren 1885 und 1886 fungierte er als juristischer Vertreter der Stadt Bartow.
Politisch war Clark Mitglied der Demokratischen Partei. Zwischen 1889 und 1891 sowie nochmals im Jahr 1899 saß er als Abgeordneter im Repräsentantenhaus von Florida. Ab 1893 war er zunächst stellvertretender und von 1894 bis 1897 hauptverantwortlicher Bundesstaatsanwalt für den südlichen Distrikt des Staates Florida. Im Jahr 1895 zog er nach Jacksonville, wo er später wieder als Rechtsanwalt praktizierte. Im Jahr 1900 war Clark Vorsitzender der Demokraten in Florida. 1920 nahm er als Delegierter an der Democratic National Convention in San Francisco teil, auf der James M. Cox als Präsidentschaftskandidat nominiert wurde.
Bei den Kongresswahlen des Jahres 1904 wurde Clark im zweiten Wahlbezirk von Florida in das US-Repräsentantenhaus in Washington gewählt, wo er am 4. März 1905 die Nachfolge von Robert Wyche Davis antrat. Nach neun Wiederwahlen konnte er bis zum 3. März 1925 zehn Legislaturperioden im Kongress absolvieren In diese Zeit fielen unter anderem der Erste Weltkrieg sowie die Verabschiedung des 16., des 17., des 18. und des 19. Verfassungszusatzes. Von 1913 bis 1919 war Clark Vorsitzender des Ausschusses, der sich mit den staatlichen Liegenschaften befasste.
1924 wurde Frank Clark von seiner Partei nicht mehr zur Wiederwahl nominiert. In den folgenden Jahren praktizierte er in Miami als Anwalt. Zwischen 1928 und 1930 war er Mitglied der Bundeszollkommission (United States Tariff Commission). Anschließend praktizierte er in der Bundeshauptstadt Washington als Jurist. Von November 1933 bis zu seinem Tod am 14. April 1936 war er Rechtsanwalt der Steuerbehörde im US-Finanzministerium. Clark war auch als Anhänger der Rassentrennung bekannt.